# ブラック・マリア (映画スタジオ)
座標: 北緯40度47分03秒 西経74度14分01秒 / 北緯40.7843度 西経74.2337度

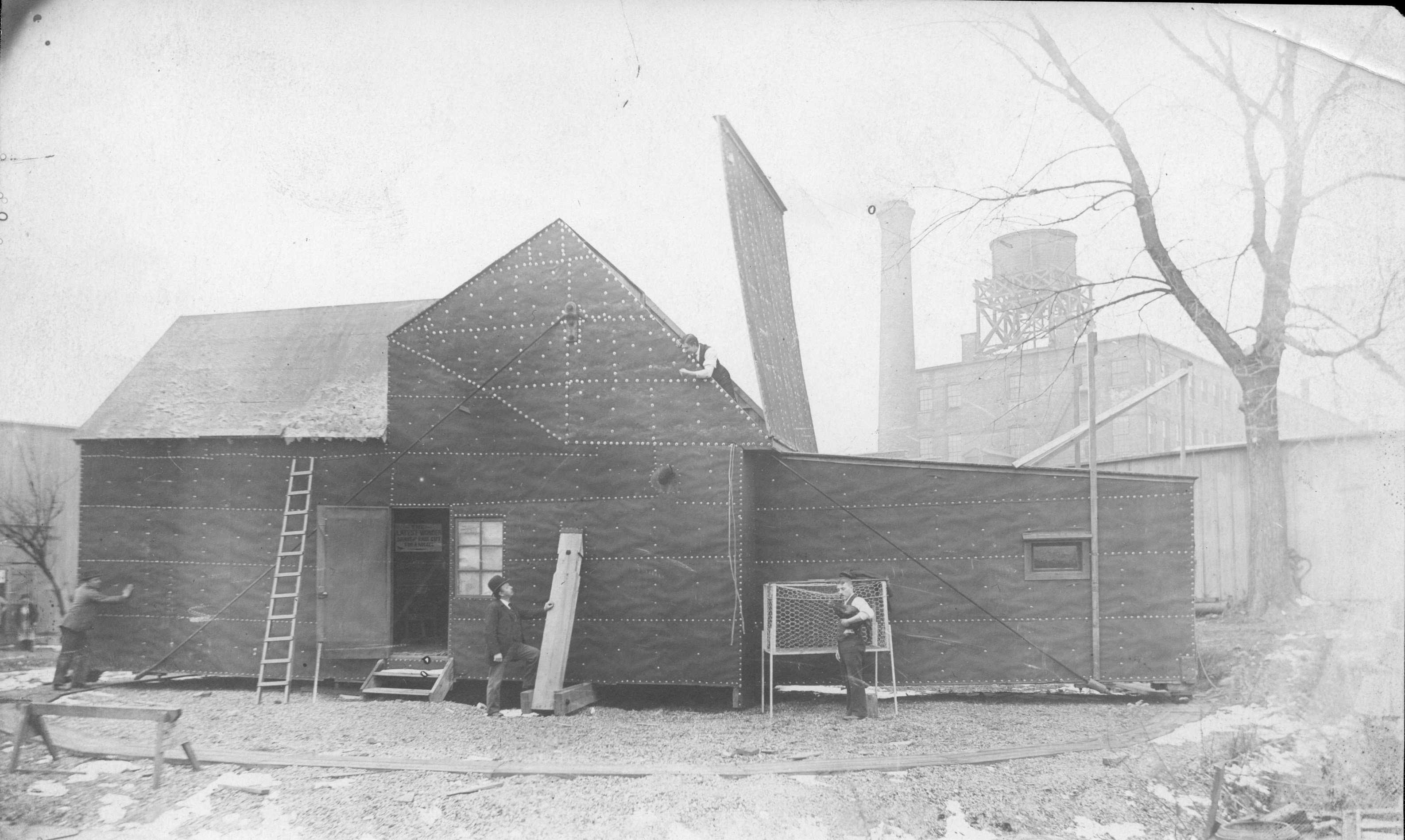
エジソンのブラック・マリア・スタジオ。

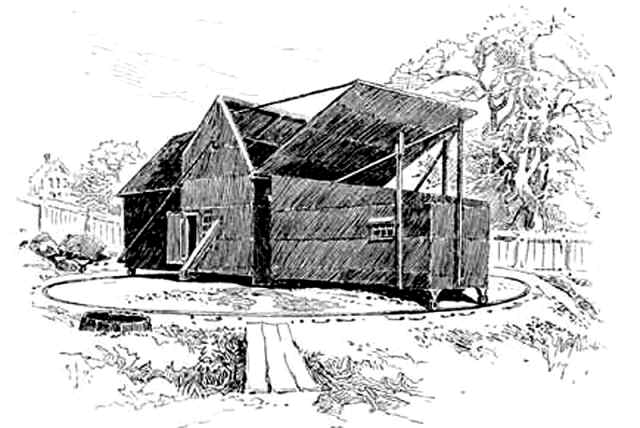
1894年の外観を描いた素描。

ブラック・マリア（Black Maria、英語の発音は「マライア」[məˈraɪ.ə] mə-RY-ə）は、ニュージャージー州ウェストオレンジにあった、トーマス・エジソンの最初の映画スタジオ。世界初の映画スタジオであった。

## 概要
1893年、世界で最初の映画製作スタジオとして作られた。
ブラック・マリアは黒いタールを染み込ませた紙で覆われていた。巨大な窓が屋根に設けられており、それを開放すると日光が入るようになっていたが、これは初期の映画が十分な明るい光を必要としていたためであった。ブラック・マリアはターンテーブルの上に建設されており、一日中太陽の位置に合わせて向きを変えることが可能で、8年間の稼働期間中に数百本のエジソン映画が自然光のもとで制作された。
当時そこで働いていたスタッフによると、小さく、働くには居心地の悪い場所であった。「ブラック・マリア」の名をつけたのは、エジソンの下で働いていたW・K・ディクソンとジョナサン・キャンベル (Jonathan Campbell)であった。このスタジオが窮屈で、ぎゅうぎゅう詰めになり、また同じような黒い色をしていたことから、警察の護送馬車（アメリカ英俗語で Black Maria）を思わせたことによる。

## 歴史
ブラック・マリアは、シネマトグラフィック・シアター (cinematographic Theater) とも称され、キネトスコープ用のフィルムを制作する目的で、ニュージャージー州ウェストオレンジのエジソンの研究施設の敷地の一角に完成した。タールを染み込ませた紙で覆われたスタジオの空間に、開閉可能な屋根が付けられた、この建物の建設は、1892年12月に始まり、翌年完成するまで総費用は $637.67（2020年の$17,782に相当）がかかった。1893年5月はじめ、エジソンはブルックリン芸術・科学院（the Brooklyn Institute of Arts and Sciences：ブルックリン美術館の前身）において、キネトスコープを用い、ブラック・マリアでキネトグラフにより撮映したフィルムの再生を、世界で初めて公開実演した。披露された映画は、3人の男たちが鍛冶屋を演じたものであった。

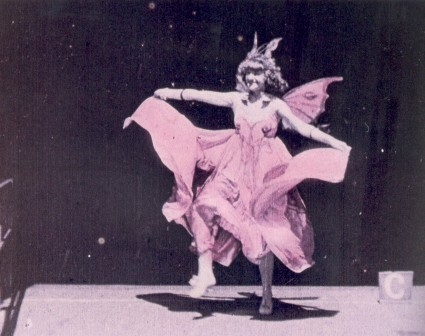
アナベル・ホイットフィールドの『Annabelle Butterfly Dance（蝶の舞）』はブラック・マリア・スタジオで収録された。アナベルは当時16歳。

ブラック・マリアで制作された最初の映画作品群は、W・K・ディクソンにより1893年8月に議会図書館に著作権登録された。1894年1月はじめには、『フレッド・オットのくしゃみ』など、一連の短編作品が、エジソンのブラック・マリアにおいてキネトスコープ用にディクソンによって制作され、同僚の助手フレッド・オットがこれを手助けした。この『フレッド・オットのくしゃみ』は、広報目的に制作されたものであり、『Harper's Weekly』誌に一連のスチル写真と記事が掲載された。この短編映画は、オットがカメラに向かってコミカルにくしゃみをしてみせるもので、著作権登録された最初の映画作品となった。
ブラック・マリアで制作された最初期の映画作品群には、奇術、演劇、ヴォードヴィル（ダンサーや力自慢の男）、バッファロー・ビルの「ワイルド・ウエスト・ショー」の出し物、様々なボクシングや闘鶏、肌を露出した女性などが捉えられていた。しかし、初期のエジソンの動画の中でも1895年以降に公開された作品となると、その多くは、実際のロケーションで撮影されたノンフィクションの「アクチュアリティ」作品であり、日常生活の一部を切り取ったもの、例えば街頭の場面、警察官や消防士たちの活動、列車の通過を撮映したものなどであった。
1894年4月14日の土曜日から、エジソンのキネトスコープは商業的営業を開始した。ホランド・ブラザース (Holland Brothers) は、ニューヨークのブロードウェイ1155番地に、最初のキネトスコープ・パーラーを開業し、今日のゲームセンターにあたる施設の中で、初めて商業的に映画を見せるようになった。客は ¢25（2021年の$8に相当）を支払って入場し、2列に並べられたキネトスコープ5台で映画を見ることができた。『Barber Shop（床屋）』、『Blacksmiths（鍛冶屋）』、『Cock Fight（闘鶏）』、『Wrestling（レスリング）』、『Trapeze（空中ブランコ）』と名付けられた映画の上映中に最初の観客となったのは、500人近い人々であった。エジソンの映画スタジオは、このセンセーショナルな新しい形態の娯楽に、映画作品を提供するために用いられた。やがて、サンフランシスコ、アトランティックシティ、シカゴなど、他の都市にもキネトスコープ・パーラーが設けられるようになった。1901年には、オハイオ州オバーリンで初めて公開の場でスクリーンへの投影がおこなわれ、キネトスコープからスクリーンへの移行が始まった。
エジソンが、ガラスで覆われた屋根をもつ映画スタジオをニューヨークに建設すると、ブラック・マリアは1901年1月に閉鎖され、エジソンは1903年にはこれを解体した。アメリカ合衆国国立公園局は、1954年に復元されたブラック・マリアの複製を維持しており、ウェストオレンジにある現在のトーマス・エジソン国立歴史公園の一部となっている。これ以前にも、1940年5月に複製が建設されたことがあった。それはMGMがスペンサー・トレイシー主演の映画『人間エヂソン (Edison, the Man)』がニュージャージー州のウェストオレンジ、イーストオレンジ、サウスオレンジ、オレンジの劇場で公開された際にお披露目された。

新発明の評判を聞きつけた様々なパフォーマーたちが、全国各地からブラック・マリアへやってきて、映画を撮影してもらおうと群れを成した。こうして制作されたサイレント映画には、ダンサー、拳闘家、奇術師、ヴォードヴィルのパフォーマーなどが取り上げられた。彼らがスタジオを訪れた際には、エジソンが広報の材料にすることもよくあり、エジソン自身がパフォーマーたちと一緒の写真におさまって新聞記事になることもしばしばであった。

## ブラック・マリアで制作された作品の一部
- Blacksmith Scene（『鍛冶屋の場面』） (1893)
- Washing the Baby (1893)
- Edison Kinetoscopic Record of a Sneeze, also known as Fred Ott's Sneeze（『フレッド・オットのくしゃみ』） (1894)
- Sioux Ghost Dance（『スー族のゴースト・ダンス』） (1894)
- Buffalo Dance（『バッファロー・ダンス』） (1894)
- The Boxing Cats (Prof. Welton's) (1894)
- The Dickson Experimental Sound Film (1894/95)
- The Execution of Mary Stuart（『メアリー女王の処刑』）（1895）‐世界初のトリック撮影作品とされる。
- Fun in a Chinese Laundry (1896)
- Buffalo Bill's Shooting Skill
- Cripple Creek Bar-Room Scene

## 大衆文化の中で
- 1981年に始まった The Black Maria Film and Video Festival は、このエジソンが生み出したスタジオの名にちなんで名付けられたが、2021年からは Thomas Edison Film Festival と改称した[6]。
- ハンス＝ユルゲン・ジーバーベルクの映画『ヒトラー、あるいはドイツ映画 (Hitler, ein Film aus Deutschland)』では、ブラック・マリアが装飾装置としていくつかの場面に登場する[7]。